# トーマス・スティーブンソン (毒性学者)
トーマス・スティーブンソン（Thomas Stevenson, 1838年 - 1908年）はイギリスの毒性学者、法化学者。内務省に分析専門家として従事した。また、ピムリコ・ミステリー、メイブリック事件、ジョージ・チャップマンの事件など、イギリスの有名な多くの毒殺事件では鑑定人として貢献した。
1957年にブラッドフォードのスティールの下で医学生になる。1859年にガイ病院（キングス・カレッジ・ロンドン）医学部に入学し、1863年にロンドン大学で医学士号、1864年に医学免許を取得した。学生の間に多くのゴールドメダルを受賞。1864年にMRCP、1871年にFRCPになった。1864年にガイ病院で応用化学の実験講師に就任した後、1870年から1898年まで化学の講師、1878年から1908年まで法医学の講師を歴任した。
現代では、スティーブンソンの名はノーベル生理学・医学賞を受賞したフレデリック・ホプキンズの師として最も知られている。